# Tipula tennessa
Tipula tennessa är en tvåvingeart som beskrevs av Alexander 1920. Tipula tennessa ingår i släktet Tipula och familjen storharkrankar. Inga underarter finns listade i Catalogue of Life.